# La Caricature (1880-1904)
Ne pas confondre avec La Caricature, hebdomadaire satirique illustré français lancé à Paris en 1830.
Pour les articles homonymes, voir La Caricature.
La Caricature est un hebdomadaire satirique illustré français publié à Paris entre 1880 et 1904.

## Histoire

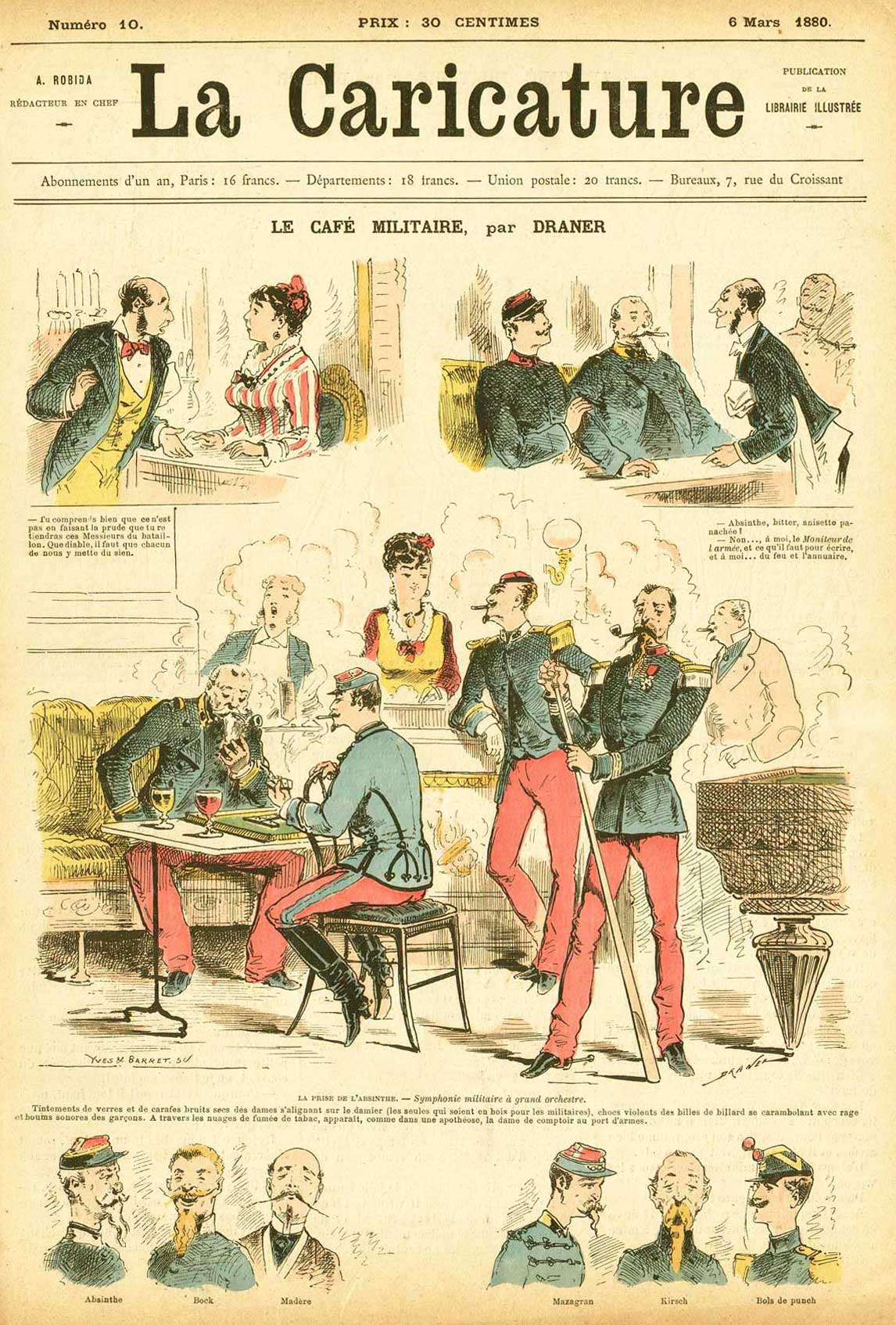
Une histoire en images signée Draner (6 mars 1880).

Se voulant « politique, satirique, drolatique, prophétique, atmosphérique et littéraire », La Caricature est lancée le 3 janvier 1880 par Georges Decaux, directeur de La Librairie illustrée, avec le dessinateur Albert Robida comme rédacteur en chef. Cet hebdomadaire paraît sans interruption jusqu'au 31 décembre 1904, produisant 1 305 livraisons. L'adresse du siège parisien est originellement située au 7 de la rue du Croissant. Sortant tous les vendredis, il concurrence son aîné, La Vie parisienne.
Il s'agit au départ d'un cahier de 8 pages format 28 x 39 cm vendu au prix de 30 centimes, qui comprend uniquement la couverture en couleurs : l'impression des images se fait à partir de gravures sur bois, suivant un procédé de typogravure. L'intérieur compte des demi-pages illustrées et une double page centrale exprimant un grand dessin — une histoire en images, un « tableau-bouffe » —, généralement exécuté par Robida. Celui-ci s'adjoint le talent de plus de 200 illustrateurs. Les mondanités voisinent avec la littérature, le théâtre et les potins du jour, la politique ne figurant qu’au rang des curiosités du moment. 
En 1889, un certain Eugène Kolb (?-?) rachète le titre et transfère le siège au 8 puis au 29 de la rue Le Peletier. Son principal concurrent devient alors Le Courrier français, qu'elle a sans doute inspiré, puis, à partir de 1894, du Rire.
Robida quitte officiellement ses fonctions de rédacteur en chef le 25 juin 1892, avec le no 652. 
En 1897, le titre passe sous le contrôle de Fayard frères, maison située au 78 boulevard Saint-Michel : c'est alors Maurice Radiguet qui est convoqué pour relancer l'impact produit par la une du temps de Robida. On note durant ces années-là, une montée des thèmes xénophobes et donc racoleurs. Les illustrations sont reproduites suivant un procédé de similigravure. Puis Fayard suspend le titre fin décembre 1904, après avoir annoncé un rapprochement avec un jeune périodique humoristique, L'Indiscret, fondé en janvier 1902.
Tout au long de ces vingt-cinq ans d'existence, La Caricature a publié de nombreux suppléments illustrés, s'appuyant pour leur diffusion sur d'autres périodiques comme le Gil Blas, Le Figaro, etc. Elle permit de lancer de jeunes talents comme Caran d’Ache, Louis Morin ou Job.